# Rivière Missisquoi
Pour les articles homonymes, voir Missisquoi.
La rivière Missisquoi (en abénaqui : Wazowategok) est une rivière transfrontalière tributaire de la rive est du lac Champlain (via la baie Missisquoi).
Cette rivière prend sa source à Lowell, dans le comté d'Orléans, au Vermont et se termine dans l'État du Vermont aux États-Unis, avec un trajet d'environ 144,5 km. En plus d'irriguer l'Estrie, elle irrigue aussi une région rurale au nord des montagnes Vertes le long de la frontière canado-américaine au nord-est du lac Champlain. L'embranchement nord et l'embranchement sud de la rivière se rejoignent à Highwater au Québec, en aval de North Troy au Vermont. À partir de Highwater, la rivière parcourt environ 24 km au Québec, jusqu'à Glen Sutton, puis poursuit son chemin vers Richford au Vermont, puis se déverse dans le lac Champlain par la baie Missisquoi. Durant l'été, la rivière est fréquentée par quelques kayakistes.

## Géographie
La rivière Missisquoi prend sa source à Lowell, dans la partie ouest du comté d'Orléans, au Vermont, aux États-Unis à une altitude de 247 m. Cette source est située à côté de la route 58 et près du Belvidere Mountain. Cette source s'avère la continuité du Burgess Branch (venant du sud-ouest).
À partir de sa source, la rivière Missisquoi coule sur 144,5 km, avec une dénivellation de 218 m, selon les segments suivants :
Cours supérieur (au Vermont)  (segment de 34,7 km, avec une dénivellation de 87 m)
- 1,1 km vers le nord-est, en recueillant la East Branch Missisquoi River (venant du sud-est), puis en formant un crochet vers le nord-ouest et bifurque vers l'ouest en fin de segment, jusqu'à la décharge du McAllister Pond (venant du nord-ouest) ;
- 3,1 km d'abord vers le nord, puis vers le nord-est en formant une boucle vers le nord, suivi d'une bouche vers le sud, puis courbe vers l'est, en recueillant la décharge (venant du sud) de deux lacs, jusqu'à Le Clair Brook (venant de l'est) ;
- 3,2 km vers le nord en recueillant le Snider Brook (venant du nord-ouest) où le cours de la rivière entre dans le "Missisquoi & Trout Wild and Scenic River", en coupant la route 100, jusqu'au Mineral Spring Brook (venant du sud-est). Note : Ce parc naturel formé de nombreuses zones de marais se continue chaque côté de la rivière Missisquoi, jusqu'à la frontière canado-américaine ;
- 9,7 km d'abord vers l'est, puis bifurquant vers le nord après avoir fait une boucle vers l'est, en recueillant le Lilly Branch (venant de l'est) et le Taft Brook (venant du sud-ouest), formant une boucle vers le nord-ouest, puis s'orientant vers le nord-est pour recueillir le Beetle Brook (venant du sud-est), jusqu'à la route 100 ;
- 6,4 km vers le nord en recueillant un ruisseau (venant de l'est), en formant quelques serpentins et en recueillant le Buybee Brook (venant de l'ouest), jusqu'à la décharge de Jay Branch (venant de l'ouest) ;
- 8,0 km vers le nord en formant quelques serpentins, puis courbant vers l'ouest et enfin vers le nord, jusqu'à la route 105 ;
- 3,2 km vers le nord en coupant le chemin de fer, en courbant vers l'est, puis bifurquant vers l'ouest en formant quelques serpentins longeant la frontière, jusqu'à la frontière canado-américaine[5].

Dans la partie supérieure, aux États-Unis, la rivière parcourt les municipalités de North Troy au Vermont, traverse le Big Falls State Park et le village de Lowell.  Au Vermont, plusieurs longs ruisseaux y puisent leur source dans son côté est, le Lily Branch, le Snider Brook, le Mineral Spring Brook, le Taft Brook à Westfield, Le Clair Brook, le Burgess Branch, le Truland Brook, le Ace Brook et un autre à Westfield qui ne semble pas avoir reçu de noms et qui comporte trois étangs sur son parcours. Un peu avant la fin de son embranchement est, dans le village de Lowell, la rivière Missisquoi forme un coude appelé Fiddlers Elbow (Coude des Violoneux).
Cours intermédiaire (au Québec) (segment de 24,1 km, avec une dénivellation de 10 m)
À partir de la frontière canado-américaine, le cours de la rivière descend selon les segments suivants :
- 7,6 km vers le nord-ouest en formant un grand détour pour recueillir le ruisseau Mud (venant du nord) et quelques zones de serpentins, en passant devant le village de Highwater où elle passe sous le pont routier, jusqu'à la confluence de la rivière Missisquoi Nord (venant du nord) ;
- 7,3 km vers l'ouest en formant six courbes vers le nord et une boucle vers le sud, en recueillant le ruisseau Ruiter (venant du nord), jusqu'à la rivière Brock (venant du nord-ouest) ;
- 9,2 km vers sud-ouest en recueillant le ruisseau Dufour (venant du sud-est), le ruisseau Courser (venant du nord-ouest) et le ruisseau Davis (venant du nord-ouest), jusqu'à la frontière canado-américaine. Note : Dans ce segment, la rivière traverse Mansonville, Dunkin et le hameau de Glen Sutton (Sutton)[6].

Cours inférieur (au Vermont) (segment de 85,7 km, avec une dénivellation de 122 m)
- 9,7 km vers le sud-ouest dans le comté de Franklin, en recueillant la décharge (venant du nord) du Lac à Jenne, le Lucas Brook (venant du sud-est), le Mountain Brook (venant du sud-est), le Stanhope Brook (venant du sud-est), le Whittaker Brook (venant du sud), jusqu'à la confluence de la North Branch Missisquoi River (désignée rivière Sutton au Québec) (venant du nord) ;
- 9,7 km vers le sud recueillant le Loveland Brook (venant du sud-est) et la décharge de Guillmettes Pond (venant de l'est), jusqu'à la confluence de la rivière Trout (venant du sud) ;
- 25,7 km vers le sud-ouest en recueillant le Trout Brook (venant du nord), le Tyler Branch (venant du sud-est), le Goodsell Brook (venant du sud), le Morrow Brook (venant du sud-est), jusqu'au Black Creek (venant du sud) ;
- 22,9 km vers l'ouest en courbant vers le nord, jusqu'à l'autoroute 89 ;
- 17,7 km vers le nord-ouest en formant une boucle vers le sud pour contourner Swanton, jusqu'à son embouchure[5].

La partie inférieure du cours de la rivière fait son entrée aux États-Unis dans le comté de Franklin par Richford. Elle parcourra le comté de Franklin pendant à peu près 16 km. À Richford, en y passant, elle y créera un long ruisseau auquel il ne semble pas qu'on ait donné de nom. Après Richford, la rivière continue jusqu'à East Berkshire (Berkshire), tout près du cimetière de la municipalité.  Puis, à East Berkshire, elle croisera la Trout River qui vient s'y jeter. Ensuite, elle passe par Enosburgh et traverse le village annexé d'Enosburg Falls.  À Enosburg, la rivière forme trois longs ruisseaux, dont deux semblent être restés sans nom et dont le troisième s'appelle Giddings Brook et qui se rend jusqu'à Berkshire. Puis, elle forme un autre long ruisseau qui se rend jusqu'à Enosburg Falls. Dans sa partie ouest, l'embranchement sud de la rivière Missisquoi traverse plusieurs municipalités d'East Richford, d'East Berkshire, de Samsonville, d'Enosburgh, de Sheldon Springs, de Highgate Falls et de Swanton.
Puis, elle traverse alors le refuge faunique national Missisquoi pour se jeter dans lac Champlain, où elle termine dans la baie Missisquoi. Dans le dernier segment de 5,6 km (soit à partir de Dead Creek) dans Swanton, la rivière Missisquoi traverse une grande zone de marais située dans une presqu'île (s'étirant sur 4,2 km) vers l'ouest et comportant une largeur de 7,2 km).

## Autres affluents de la rivière Missisquoi
Au Vermont, la rivière Missisquoi a donné naissance au ruisseau Taft Brook à Westfield, au ruisseau Beetle Brook à Troy, la crique Black Creek qui passe dans Sheldon et Fairfield, ainsi que le ruisseau Hungerford Brook qui passe à Swanton et Highgate.
La partie ouest de l'embranchement sud de la rivière Missisquoi a aussi produit un autre embranchement qui parcourt Enosburg, qu'on appelle Trout Branch ou parfois Trout River. Par le biais de la Trout River, la rivière Missisquoi a produit le ruisseau Jay Brook qui parcourt Jay et Montgomery.

## Pont transfrontalier de la Vallée
Il existe au Canada 24 ponts et tunnels internationaux. Le pont de la Vallée s'avère le seul pont international au Québec. Le pont de la Vallée enjambe la rivière Missisquoi selon un axe nord-ouest/sud-est. Ce pont est sis sur la frontière canado-américaine, entre les deux postes de douanes.
La partie nord-ouest de ce pont est localisée dans la ville de Sutton, à proximité du hameau de Glen Sutton, au Québec. L'autre extrémité du pont est localisée dans la municipalité de Richford, dans l'état du Vermont aux États-Unis, soit près du hameau d'East Richford. Ce pont dessert les résidents du secteur et les vacanciers transitant entre la Canada et les États-Unis. Ce pont à poutres triangulées en métal comporte deux travées : l'une de 16 m et l'autre de 46,5 mètres.
Selon une plaque souvenir apposée à chaque extrémité du pont, le constructeur de la superstructure métallique du pont de la Vallée est la compagnie américaine Pittsburg Des Moines Steel Co. La sous-structure a été construite par Cenedella & Compagny, de Milford au Massachussets. Les contrats de construction avaient été accordés en 1929. Ce pont est listé depuis 1990 dans le National Register of Historic Places aux États-Unis. Ce pont métallique remplace l'ancien pont de béton détruit par l'inondation de novembre 1927.

## Toponymie
Selon le US Natural Resources Conservation Service, Missisquoi Soil - Missisquoi est dérivé du mot abénakis «masipskoik», signifiant «là où il y a du silex». Le nom provient d'une carrière de chert abénakis située près de baie Missisquoi sur le lac Champlain.
Selon la Commission de toponymie du Québec, le terme missisquoi signifie en abénaqui « multitude d'oiseaux aquatiques », qui prend sur cette rivière toute sa signification. La variante traditionnelle autochtone de ce toponyme est « Wazowategok », signifiant « à la rivière qui se retourne ».
Le toponyme « rivière Missisquoi » a été officialisé le 5 décembre 1968 à la Commission de toponymie du Québec.

## Faune de la rivière Missisquoi
La rivière est fréquentée par de nombreux oiseaux : hérons et canards.  La nuit, il y a des chauve-souris en quête d'insectes, ainsi que des lucioles.  La nuit, on peut aussi y entendre les chants des ouaouarons, le hululement de la chouette.  Les loutres de rivière y sont aussi communes. On peut aussi y percevoir l'aboiement lointain des coyotes. 